# ديميتري كيسيل
ديميتري كيسيل (بالإنجليزية: Dmitri Kessel)‏ هو مصور حربي ‏ ومصور أمريكي، ولد في 20 أغسطس 1902 في كييف في أوكرانيا، وتوفي في 26 مارس 1995 في نيويورك في الولايات المتحدة.